# In questa città/Io non ho
In questa città/Io non ho è un 45 giri della cantante pop italiana Loredana Bertè, pubblicato nel 1991 dall'etichetta discografica WEA.

## I brani
Il brano, scritto da Pino Daniele, ebbe un discreto successo, raggiungendo il picco massimo della ventiseiesima posizione dei singoli più venduti.
Il brano venne presentato al Festival di Sanremo di quell'anno, dopo tre anni di assenza dal mondo della musica, a causa del turbolento matrimonio col tennista Björn Borg, classificandosi diciottesimo.

## Lato b
Io non ho, brano pop scritto anch'esso da Pino Daniele, era il lato b del disco.
Entrambi i brani erano gli unici inediti della raccolta Best.

## Tracce
Lato A
1. In questa città – 4:10 ((Pino Daniele))

Durata totale: 4:10
Lato B
1. Io non ho – 4:17 ((Pino Daniele))

Durata totale: 4:17

## Classifica
| Classifica (1991) | Posizione più alta |
| ----------------- | ------------------ |
| Italia (FIMI)     | 26                 |